# Deconfinament
En física, el deconfinament (per oposició al confinament) és la característica d'una fase donada on certes partícules del sistema poden existir com a excitacions lliures, i no només dins d'estats lligats. Hi ha diversos exemples en física de partícules i de la matèria condensada, on certes teories de camps de gauge exhibeixen transicions entre fases confinants i deconfinants.
Un exemple destacat, i el primer cas considerat com a tal en física teòrica, és el deconfinament de la càrrega de color de la cromodinàmica quàntica a altes energies, on els quarks i els gluons són lliures de moure's (llibertat asimptòtica) a distàncies majors d'un femtometre (la mida d'un hadró), a diferència de la fase de baixa energia caracteritzada pel confinament de color. Aquesta fase deconfinada rep el nom de plasma de quarks i gluons.
Las separació spin-càrrega és un exemple de deconfinament en física de l'estat sòlid: l'electró pot ser vist com un estat lligat d'un espinó i holó (o carregó) que sota certes condicions poden ser lliures de moure's separadament.